# Tinhira
Tinhira est une localité située dans le département de Midebdo de la province du Noumbiel dans la région Sud-Ouest au Burkina Faso.

## Géographie
Petit village isolé dans le sud du département, Tinhira est situé à 3 km au sud-ouest de Midebdo et à 3 km au nord de la frontière ivoirienne.

## Santé et éducation
Le centre de soins le plus proche de Tinhira est le centre de santé et de promotion sociale (CSPS) de Midebdo tandis que le centre médical avec antenne chirurgicale (CMA) de la province se trouve à Batié.